# Skadarlija

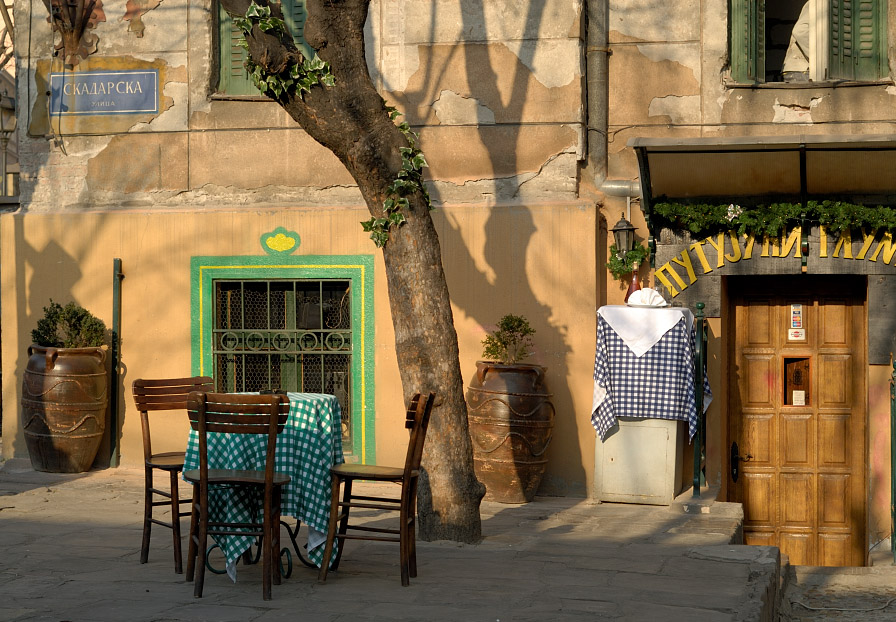
Ul. Skadarska

Skadarlija – zabytkowa ulica w Belgradzie, atrakcja turystyczna stolicy Serbii. Znajduje się na Starym Mieście i jest powszechnie uważana za główny teren skupiający artystów w Belgradzie.
Skadarlija, krótka i zakrzywiona uliczka, położona jest niecałe 300 metrów na północny zachód od Terazije, w ścisłym centrum miasta. Zaczyna się tuż obok placu Republiki; ma mniej niż 400 m długości. Jest jedną z najbardziej znanych ulic w Belgradzie.
Skadarlija zaczęła nabierać charakteru ulicy artystycznej w ostatnich dziesięcioleciach XIX wieku, a zjawisko to nasiliło się jeszcze po 1901 roku. Znajdują się tam znane restauracje, browar, hotele (np. Le Petit Piaf), galerie sztuki, antykwariaty i sklepy z pamiątkami, a także fontanna Sebilj. Można tam ponadto usłyszeć zespoły grające serbską tradycyjną muzykę miejską.
Najbardziej znane restauracje przy tej ulicy to Tri Šešira („Trzy Kapelusze”), Dva Jelena („Dwa Jelenie”), Zlatni Bokal („Złoty Kielich”), Vuk Karadzić i Dwóch Sierżantów. Restauracje te szczycą się tym, że są od lat odwiedzane przez wiele gwiazd światowej sławy; jedli tu m.in.: Alfred Hitchcock, Jimi Hendrix, George H.W. Bush, Josip Broz Tito, król Jan Karol I Burbon, Sandro Pertini i szachista Anatolij Karpow.
Dom Đury Jakšicia, znanego pisarza i malarza, który mieszkał i zmarł w Skadarlija, został przekształcony w miejsce spotkań poetów.